# Jan Keizer
Johannes Nicolaus Ignacius Keizer (Volendam, 6 ottobre 1940 – Volendam, 18 novembre 2024) è stato un arbitro di calcio olandese.

## Biografia
Divenuto arbitro nel 1957, sarebbe diventato uno degli arbitri olandesi più noti e considerati, forse il migliore nel periodo compreso tra l'attività del più anziano connazionale Charles Corver e di quella del più giovane John Blankenstein.
Debutta nella Eredivisie nel 1965 e nel 1974 guadagna i grada di arbitro internazionale. Con tale veste riesce a prendere parte a tutti i più importanti tornei FIFA al mondo e ad emergere come uno dei direttori di gara più affidabili anche nell'ambito delle competizioni per club, come confermato dal suo curriculum:
- nel 1983 viene convocato dalla FIFA in occasione dei Mondiali Under 20 in Messico (gara Sud Corea - Messico 2:1 e la semifinale Brasile - Sud Corea 2:1);
- nel 1984, dapprima dirige la semifinale di Coppa delle Coppe tra Manchester United e Juventus; poi è protagonista alla fase finale del Campionato europeo di calcio 1984 in Francia dove gli tocca a Lens Germania Ovest-Romania (2:1) ed infine gli vengono assegnate ben tre gare al Torneo Olimpico di Los Angeles 1984: Jugoslavia - Camerun 2:1, Cile - Francia 1:1 e la finalissima (a Pasadena) per la medaglia d'oro tra Francia e Brasile (2:0);
- nel 1985 arbitra la semifinale di andata di Coppa dei Campioni tra Liverpool e Panathīnaïkos (4:0);
- nel 1986, dapprima dirige la semifinale di Coppa UEFA tra Real Madrid ed Inter, e successivamente è selezionato per il Campionato mondiale di calcio 1986 in Messico dove gli viene affidato il big-match Italia-Argentina e l'ottavo di finale Spagna-Danimarca;
- nel 1987 è designato per la semifinale di andata di Coppa dei Campioni tra Porto e Dynamo Kiev (2:1),
- nel 1988 chiude la carriera internazionale con la direzione della finale di ritorno di Coppa UEFA tra Bayer Leverkusen ed Espanyol (3:0 e successo tedesco ai calci di rigore).

Nel bilancio finale dell'attività sui campi, vanta 380 gare diretto a livello nazionale e 172 a livello internazionale.

## Fonti
- worldreferee.com,  https://web.archive.org/web/20160304112510/http://worldreferee.com/site/copy.php?linkID=1759&linkType=referee&contextType=bio. URL consultato il 2 gennaio 2012 (archiviato dall'url originale il 4 marzo 2016).
- weltfussball.de,  http://www.weltfussball.de/schiedsrichter_profil/jan-keizer/.